# Giuseppe Aurelio Costanzo
Giuseppe Aurelio Costanzo (Melilli, 6 marzo 1843 – Roma, 14 luglio 1913) è stato un letterato e poeta italiano.

## Biografia
Fu professore e direttore del Regio Istituto Superiore di magistero femminile di Roma.
Ebbe il primo indirizzo letterario da Emanuele Giaracà di Siracusa.
Dopo aver vissuto l'esperienza del Picciotto, frequentò l'Ateneo napoletano (1861-1864) sotto Francesco De Sanctis, Luigi Settembrini, Antonio Tari, Augusto Vera, Silvio Spaventa, Federico Persico e altri.
A Napoli compose i primi versi che attirarono l'attenzione di letterati, e ispirarono al Settembrini una lunga prefazione.
Nel 1869 fu chiamato dal Ministero della P. I. all'insegnamento delle lettere italiane al Liceo di Cosenza, alla cattedra medesima lasciata dallo Zumbini, e quando nel 1878 il Ministro Francesco De Sanctis fondò a Roma l'Istituto superiore di Magistero, Costanzo fu chiamato ad insegnarvi letteratura, e più tardi, alla morte del Direttore di quell'Istituto, Giovanni Prati, Costanzo ebbe affidata la Direzione.
Partecipò insieme ad altri, ad un volume commemorativo sullo Zola, pochi mesi dopo la morte (cfr. Per Emile Zola, numero unico a cura di Salvatore Rago, Avellino, Tip, Pergola, 7 dicembre 1902).
Questo scrittore fu anche Segretario particolare dei ministri Correnti (1872) e Perez (1879); fu iniziato in Massoneria nella loggia romana Propaganda massonica del Grande Oriente d'Italia nel 1889, nel 1910 fu Secondo Gran Sorvegliante del grande Oriente d'Italia e raggiunse il  33º ed ultimo grado del Rito scozzese antico ed accettato, fu in contatto con Alessandro Manzoni, Ruggiero Bonghi e altri letterati italiani. Una poesia gli è stata dedicata dal poeta della Scuola romana Fabio Nannarelli che insegnò nello stesso Istituto femminile.
Chi sono? - Quanti assetano

Di vasto impero e di superba altezza,

Quanti piegar disdegnano

La groppa al basto, il collo a la cavezza.

Come leoni ed aquile

Forti e selvaggi odian la greppia e il branco;

E a corse e a voli agognano,

Ma senza morso in bocca e sprone al fianco…..

 »
(G. Aurelio Costanzo, 1880)
Su la punta o sul fil d'una sentenza,

Pende, sospesa in bilico,

Un'anima, un destino, un'esistenza!

Gli eroi della Soffitta, 1880 -»
(G. Aurelio Costanzo)
Costanzo muore nel 1913 e oggi riposa nel Cimitero del Verano a Roma, il monumento funerario è opera dello scultore Luciano Campisi.
Dal 1956 è a lui intitolato l'omonimo istituto scolastico di Siracusa.

## Opere
Oltre ad un immenso numero di scritti sparsi per le riviste di ogni specie, il Costanzo ha pubblicato i seguenti lavori:
- Versi – Napoli, 1869.
- Nuovi Versi – Napoli, 1873.

Gli eroi della soffitta, 1880 Collezione Francesco Paolo Frontini

- Fragmentum Carminis epici, exametra – J. Prati (Versione) Napoli, 1873.
- Un'anima – Napoli, 1874.; Milano 1894 e 1899.
- I Ribelli – Napoli, 1876.
- Berengario II – Napoli, 1876.
- Cenni storici sul sec. X – Napoli, 1876.
- Gli Eroi della soffitta – Roma, 1880; Milano, 1894 e 1897; Messina, 1903; Roma, 1904.
- Nuovi versi – Roma, 1882.
- Funeralia – Roma, 1886
- Minuzzoli – Roma, 1886.
- Nuovi Canti – Roma, 1892.
- Fosforescenze – Messina, 1903.
- L'Essere – Roma, 1903.
- Dante – Poema lirico – Casa editrice Roux Viarengo, Roma-Torino, 1903.
- Bricciche letterarie – Catania, cav. N. Giannotta editore, 1904.